# قضاء البعاج
قضاء البعاج هو إحدى أقضية محافظة نينوى في شمال العراق ويقع في الجنوب الغربي من المحافظة على الحدود السورية العراقية ويحدها من الجانب السوري محافظة الحسكة. مركزه مدينة البعاج ويبلغ عدد سكانه 360 ألف نسمة ويعتبر إحدى أكبر أقضية العراق من ناحية المساحة.[بحاجة لمصدر]
يحد قضاء البعاج من الشمال والشرق سنجار والقيروان والحضر ومن الغرب الحدود السورية ومن الجنوب محافظة الأنبار 

## التاريخ
إن للبعاج تأريخان. فخرائبها تشير إلى أن مدناً قامت على أرضها منذ أزمنة العصر الحجري الحديث، وهذه المدن أفل نفسها الحضاري شأنها شأن مدن الجزيرة الأخرى، لكن تاريخ البعاج الحديث لم يتجاوز أو بدقة لم يتعد غير إمكانية أية واحة للقبائل كان البدو يرتادونها في بداية هذا القرن وعندما كانت القوافل العابرة بين دير الزور والموصل تتخذ منها محطة استراحة يتبادلون فيها شؤون الصحراء التجارية مما استدعى الحكومة إلى إنشاء مركز للشرطة في هذه المحطة في عام 1947م وكثرة القوافل وتطورت العلاقات فيما بين القبائل العربية التي تسلك هذا الطريق، وكثر النسل ونتشرت البيوت، وهذا التطور المدني بدوره طور مركز الشرطة إلى مركز مدني متطور بمستوى ناحية في عام 1962 وأُلحقت الناحية إدارياً بقضاء الحضر ولبعد الحضر عن البعاج ألحقت الناحية في عام 1968 بقضاء سنجار. ولكون البعاج حقلا زراعياً منتجاً في مقدمة الأقضية التي تنتج الحنطة والشعير محافظة نينوى فقد طوّر مستواها الإداري من ناحية إلى قضاء في بداية السبعينات، وللقضاء حالياً بعد استحداث ناحية له تعرف بناحية القحطانية.[بحاجة لمصدر]

## التسمية
الاسم “البعاج” له جذور تاريخية وجغرافية متعددة، ويعود إلى عدة روايات:
1.	رواية الغبار: وفقًا لبعض الروايات الشعبية، يُقال إن البدو يستخدمون تعبير “به عج” للإشارة إلى المناطق التي تتعرض لعواصف غبارية كثيفة، مما قد يكون مصدرًا لتسمية المنطقة بـ “البعاج”.
2.	رواية البئر: هناك قصة أخرى تفيد بأنه كان في قديم الزمان بئر تجتمع حولها القبائل للاستسقاء، وعُثر فيها على جثة رجل ميت، مما أدى إلى تسمية البئر بـ “البعاج” بناءً على التعبير الذي يشير إلى الأجساد التي تتعرض للبعج، أي التآكل.
3.	التفسير الجغرافي: في رأي آخر، يرتبط اسم “البعاج” بطبيعة الأرض، حيث كانت الأرض في الماضي غير صالحة للزراعة وتعاني من الجدب، ثم تحول التربة إلى أشكال جيولوجية جديدة بفضل الأمطار، مما أدى إلى ظهور الزرع والنباتات فجأة.
4.	الأهمية التاريخية: تُعتبر البعاج موقعًا تاريخيًا غنيًا، حيث تضم مواقع أثرية تعود إلى العصر الحجري القديم مثل تل خليل وتل أبو الحجر وتل ساقي. هذه المواقع تؤرخ لعصور مثل جمدة نصر وعصر الوركاء، وتعكس تاريخًا طويلًا من الاستيطان والحضارات القديمة.
5.	اللقب: يُلقب قضاء البعاج أحيانًا بـ “مدينة العز” ويعد أحد المدن التابعة لمحافظة نينوى، المعروفة أيضًا بـ “أم الربعين”.
تجمع هذه الروايات والتفسيرات بين الجغرافيا والتاريخ والثقافة لتقديم صورة شاملة عن سبب تسمية قضاء البعاج وأهميته.

## القرى والنواحي
تقع مدينة البعاج إلى الغرب من الموصل جنوبي جبل سنجار على الحدود العراقية السورية يحاديها من الجانب السوري محافظة الحسكة. يتبع قضاء البعاج كثير من المجمعات والقرى ومن أبرزها مجمع الرمبوسي والجغيفي والصكار وتل ساقي والنوفلي والحمدانية وأم الروس والكرعان وخويتلة الصغرى وأبو خويمة والمجفا ومركاب الطير وقرية السويجين والشمالات وفتحي اليوسف وجليميد والگابوسية ومجمع الرسالة وقرية السعدة والديخ وزومان ورجم البوثة وتل حاتم (قرية السادة)و الرعد، وبعض القرى الأخرى .

## تحرير قضاء البعاج من أيدي تنظيم الدولة
استعادت القوات العراقية والحشد الشعبي قضاء البعاج من سيطرة تنظيم الدولة الإسلامية بالكامل في الأحد 4 يونيو 2017.
ويعاني المئات من المهجرين العراقيين من أهالي البعاج من الإجراءات الحكومية منها العقاب الجماعي لأهالي قضاء البعاج حيث ذكر تقرير منظمة «هيومن رايتس ووتش» اليوم إن قوات مسلحة محلية في قضاء البعاج، شمالي العراق، أصدرت أمراً في فبراير/شباط 2018 بمنع عودة أقارب أعضاء تنظيم «الدولة الإسلامية» وذكرت المنظمة أيضاً «من بين سكان البعاج الـ 12 ألفا الذين ما زالوا في المخيمات، أقدّر أن 20 بالمئة منهم لديهم قريب مباشر انضم إلى داعش، وبالتالي لن يتمكنوا من العودة بناء على هذه الأوامر. إذا خرق أي من الشيوخ أو المخاتير القواعد وختم التصريح الأمني لعائلة تضم عناصر من داعش، ستعتقله قوات الحشد الشعبي للاستجواب».